# East Wind: West Wind
East Wind: West Wind (Brasil: Vento Leste, Vento Oeste / Portugal: Vento do Oriente, Vento do Ocidente) foi o primeiro livro da escritora estadunidense Pearl S. Buck, destacando-se por expor inicialmente aquela que seria a principal característica da obra da escritora: a preocupação com a civilização chinesa, a compreensão de uma cultura tradicional e seus conflitos mediante o mundo ocidental. Escrito em 1930, East Wind, West Wind expõe o conflito entre a jovem a a velha China, situando sua narrativa dentro de uma família de alta classe chinesa, perturbada pelo enfrentamento do então moderno e inovador comportamento ocidental.

## Sumário
O conflito de East Wind, West Wind se situa no seio de uma família chinesa de classe alta, que mantinha até então intactas as tradições antepassadas de respeito à hierarquia paterna e materna.
A filha, Kwei-Lan, que conta a história e é a principal personagem, casa-se com um rapaz de sua raça, mas que, após ter estudado no exterior, tem seus costumes modificados, de forma a resistir ao tradicionalismo que a esposa foi ensinada a prezar desde menina. Kwei-Lan fora educada à maneira antiga, e tenta de todas as maneiras entender seu marido e trazê-lo novamente para os costumes tradicionais da família.
Repentinamente, seu irmão, que partira para a América para estudar, retorna trazendo consigo uma noiva estrangeira, cujos costumes entram em conflito com o tradicionalismo familiar. Estabelece-se um duelo entre os filhos e o pai à cabeceira da mãe altiva, que adoece e morre sem ceder mediante a presença da intrusa que modifica sua venerável casa.
Kwei-Lan aos poucos vai compreendendo e se transformando, adquirindo novos hábitos e aproximando-se do marido, que se mostra sempre preocupado em emancipá-la. Acaba por aceitar a quebra do tradicionalismo milenar que a conduzia até então, e finalmente aceita a cunhada, símbolo de um mundo novo que aos poucos vai tomando conta da família.